# Nor Carangas

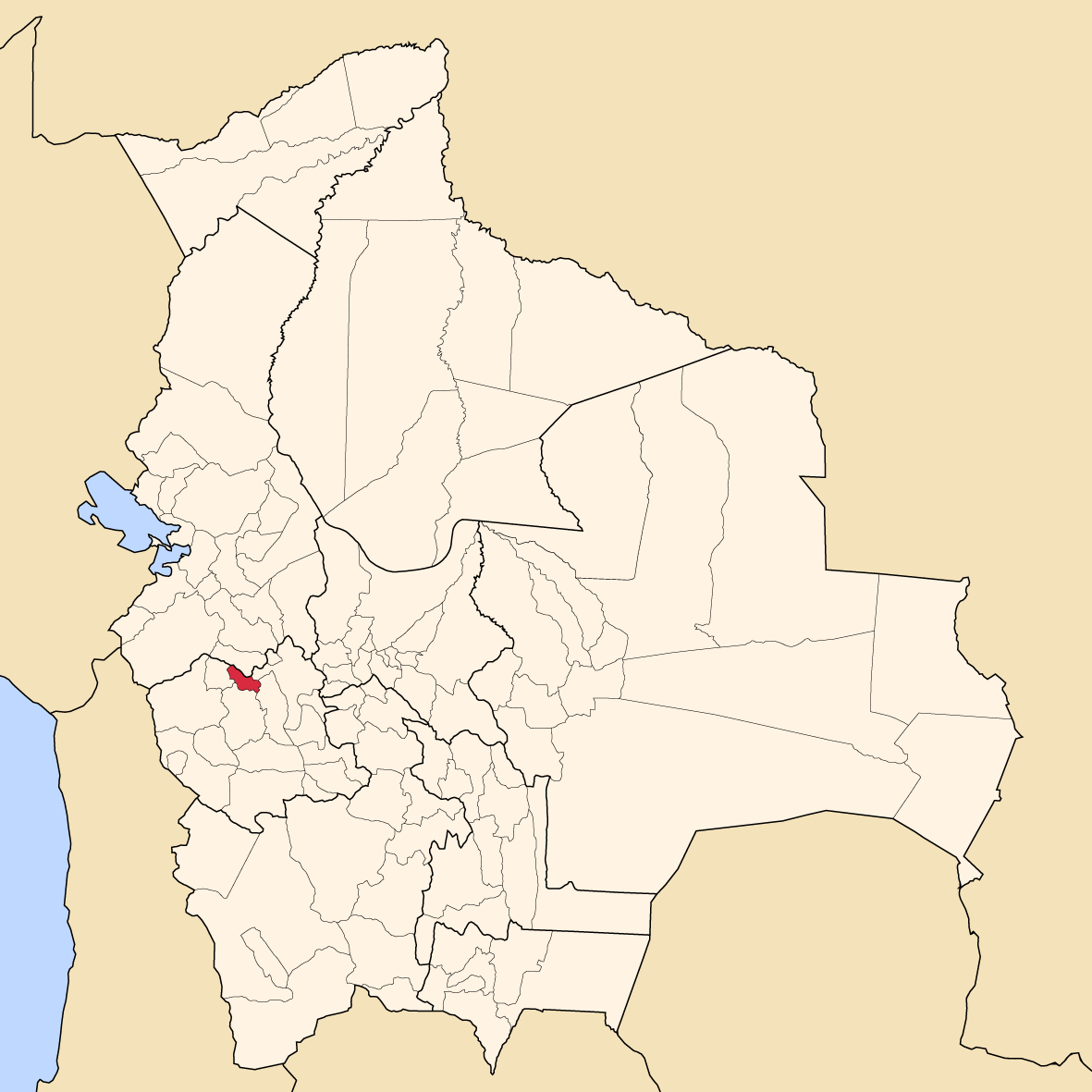
Provinsens läge i Bolivia

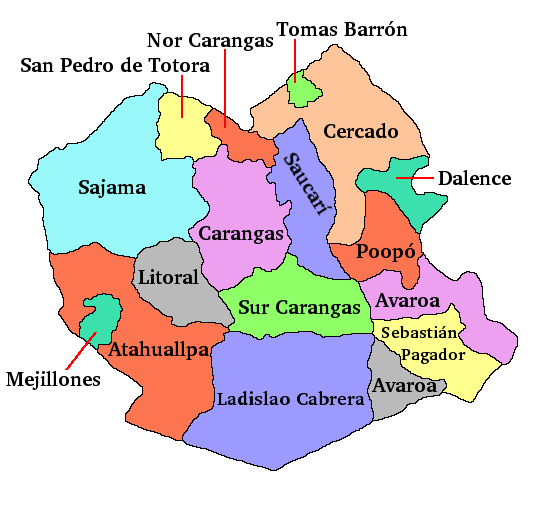
Provinser i Oruro

Nor Carangas är en provins i departementet Oruro i Bolivia. Den administrativa huvudorten är Huayllamarca.